# Rhodesia Castle
Le Rhodesia Castle est un paquebot construit en 1951 par le chantiers Harland & Wolff de Belfast pour la compagnie Union-Castle Line. Il est lancé le 5 avril 1951 et mis en service le 6 octobre 1951 entre Londres et l’Afrique. En 1967, il est désarmé sur la rivière Blackwater, puis est vendu à un chantier de démolition navale taïwanais. Il arrive à Kaohsiung le 29 octobre 1967 et est détruit.

## Historique
Le Rhodesia Castle est un paquebot construit en 1951 par le chantiers Harland & Wolff de Belfast pour la compagnie Union-Castle Line. Il est lancé le 5 avril 1951 et mis en service le 6 octobre 1951 entre Londres et l’Afrique.
En mai 1967, il est désarmé sur la rivière dans la rivière Blackwater, puis est vendu à un chantier de démolition navale taïwanais. Il arrive à Kaohsiung le 29 octobre 1967 et est détruit.

## Navires jumeaux
Il a deux navires jumeaux :
- le Braemar Castle, qui a été détruit en 1966 à Faslane ;
- le Kenya Castle, qui a été détruit en 2001 à Alang.